# جوناثان غريفيثز
جوناثان غريفيثز (بالإنجليزية: Jonathan Griffiths)‏ هو لاعب اتحاد الرغبي بريطاني، ولد في 5 مارس 1972 في كارماذن ‏ في المملكة المتحدة.